# هيو مورغان
هيو مورغان (بالإنجليزية: Hugh Morgan)‏ (20 سبتمبر 1869 في المملكة المتحدة - 1 يناير 1930 باسكتلندا في المملكة المتحدة) هو لاعب كرة قدم بريطاني (وحمل سابقاً جنسية المملكة المتحدة لبريطانيا العظمى وأيرلندا) في مركز الهجوم. شارك مع منتخب اسكتلندا لكرة القدم. أما مع النوادي، فقد لعب مع بلاكبيرن روفرز ونادي سانت ميرين ونادي ليفربول ورابطة كرة القدم الاسكتلندية الحادية عشر ‏.

## وصلات خارجية
- هيو مورغان على موقع قاعدة بيانات كرة القدم.إي يو (الإنجليزية)